# クェゼリンの戦い
クェゼリン島の戦い（クェゼリンとうのたたかい）とは、第二次世界大戦末期の1944年（昭和19年）1月30日に、日本軍の守るクェゼリン環礁へアメリカ軍が侵攻して行われた戦闘である。アメリカ軍の作戦名はフリントロック作戦。防衛態勢が整っていなかった日本軍は短期間の戦闘で全滅した一方、1943年11月のタラワの戦いでの苦い教訓を学んだアメリカ軍は、クェゼリン環礁内の2つの要所にほぼ同時に上陸し、日本軍の抵抗を撥ね退けて勝利をものにした。また、アメリカ軍が日本の領土を占領したのは、委任統治領とはいえこれが初めてのことであり、日本本土への飛び石作戦を次の段階に進める上での重要な勝利となった。日本軍が採った水際作戦は失敗に終わったものの、日本軍はこれを糧として、以後のグアム、ペリリュー、硫黄島へと続く縦深防備の強化に努めることとなる。

## 背景

### 日本軍の事情
日本は第一次世界大戦の結果、クェゼリン環礁を含むマーシャル諸島の委任統治を行っていた。1941年1月、日本海軍はクェゼリン島に第六根拠地隊司令部を配置し、クェゼリン環礁はマーシャル方面の中枢基地となった。1943年に至り、アッツ、タラワ、マキン環礁を相次いで失った日本軍は、次のアメリカ軍の攻撃目標は東部マーシャル諸島、特にマロエラップ環礁、ウォッジェ環礁のどれかであると予想していた。そのため、これら東縁の島々の防備充実に力を傾けており、マーシャル諸島中部に位置するクェゼリン環礁の防御は疎かであった。もっとも、優先的に防備を進めていた島でも、沿岸砲の配備などは進んでいたが、兵力は各島ごとに編成された海軍警備隊のほか、陸軍南洋第一支隊の隷下部隊など各島に戦闘員3,000名から5,000名程度であった。
1944年初頭時点でのクェゼリン守備隊は、第六根拠地隊（秋山門造少将）隷下の第六十一警備隊（山形政二大佐）の約1,500名、陸軍所属の海上機動第一旅団機動第二大隊（阿蘇太郎吉陸軍大佐）約670名を主力として構成されていた。このほか約5,500名の将兵や人員がいたが、海上機動第一旅団第三大隊員約250名と南洋第一支隊の一部約100名を除けば、残りは航空部隊の地上要員や海軍設営隊、山九から派遣された作業員、日本銀行関係者で、ほとんど戦闘力は無かった。秋山少将は、タラワ戦の教訓から海岸線だけでなく内陸にトーチカや戦車壕を構築するよう命令したが、島の地盤は珊瑚礁のため掘削が困難なうえ海抜はきわめて低く、1メートルでも掘れば海水が湧きだしてしまい、地下陣地の構築はできなかった。地上構造物も土台石のない掘っ立て小屋みたいなもので、椰子の木で掩蔽壕を構築するのがやっとの状況であった。総指揮官秋山少将の下、クェゼリン島の防備地区は南北に区分され、南部は阿蘇大佐が全陸軍部隊と陸戦隊、地上要員を指揮し、北部は山形大佐が陸戦隊以外の全海軍部隊を指揮することとなった。侯爵音羽正彦大尉（朝香宮鳩彦王と明治天皇第八皇女・允子内親王の第二王子）も従軍した。
一方、環礁の北部に位置するルオット島（ロイ島）には第二十四航空戦隊（山田道行少将）司令部が置かれ、ルオット島に飛行場が、東隣のナムル島に関連施設が置かれていた。守備隊の状況はクェゼリン島と比べて貧弱であり、第六十一警備隊分遣隊約400名を中心とし、その他航空要員や設営隊などを合わせて約2,900名が所在していたものの、陸軍部隊は駐屯していなかった。山田少将が全部隊の指揮を執った。

### アメリカ軍の事情
アメリカ統合参謀本部は、1943年7月20日に太平洋艦隊司令長官チェスター・ニミッツ大将に対してマーシャル諸島攻略の準備を下令し、太平洋艦隊司令部が作成した計画案はケベック会談（1943年8月17日 - 24日）で検討の末、9月2日に改めてマーシャル攻略作戦と、その関連作戦を下令した。しかし、その攻略作戦の計画作成からその実行までには紆余曲折があった。
クェゼリン環礁を含むマーシャル諸島へのアメリカ軍の攻撃は、1942年1月から2月にかけてウィリアム・ハルゼー海軍中将（当時）率いる第8任務部隊が攻撃を行って以降は沙汰無しであり、マーシャル諸島への偵察行動すら、適当な航空基地の不在ゆえに全く行う事ができなかった。このため、マーシャル諸島攻略の検討は、初めのうちは推定に推定を重ねた研究しか行えなかったし、そもそもマーシャル攻略を担当する中部太平洋部隊の実力が十分ではないと判断されていた。難問は続き、艦隊が攻略作戦のために細分されることや、その細分された艦隊への日本軍の反撃への対処、攻略部隊に対する後方支援体制やそのための艦隊泊地の確保の問題など、解決しなければならない問題は山積するばかりであり、その理想の解決策は諸問題を一気に解決するものでなければならなかった。偵察行動に関する問題に関しては、太平洋航空部隊参謀長のフォレスト・シャーマン大佐がウェーク島の奪還を進言したが、ウェーク島は航空基地は確保出来ても艦隊泊地としては不向きであったために却下された。最終的には、フナフティ島を基点とし、フェニックス諸島からギルバート諸島を経てマーシャル諸島を目指すという計画に落ち着いた。フェニックス諸島内の島に航空基地を設営してギルバート諸島への圧力とし、ギルバート諸島への一連作戦を、来るべきマーシャル諸島への攻略作戦のリハーサルとして行えるという利点があった。この計画の発案は、当時太平洋艦隊参謀長の地位にあったレイモンド・スプルーアンス中将によるものであったが、スプルーアンス中将がこの計画を提唱し始めた頃は誰も耳を貸す者がいなかった。しかし、ニミッツ大将の支持を得た事により、計画は統合参謀本部に送られて認可される事となった。ギルバート諸島攻略のガルヴァニック作戦において、アメリカ軍はタラワにて多大な出血を伴ったものの作戦は成功し、その戦訓を基に、マーシャル攻略作戦では、より洗練された上陸戦装備と戦術が投入されることになった。しかし、新しい壁が作戦計画の検討上に出現する事となった。
「壁」は3つほどあり、要約すれば「どの島をどの時期に占領して、ギルバートでの苦い轍を踏まぬよう攻略するにはどうすればよいか」というものであった。1943年10月半ばに発令された最初の攻略計画では、当初の攻略目標はクェゼリン、ウォッジェ、マロエラップの三環礁で、同時に攻略するものとされた。しかし、ホーランド・M・スミス海兵少将がタラワ戦の教訓から戦力を三分するのは良策でないと反対し、これにスプルーアンス中将とリッチモンド・K・ターナー少将がスミス海兵少将の意見に同意したため、三環礁を同時に攻撃する第一の計画は撤回された。計画は差し戻され、スプルーアンス中将とターナー中将は、マロエラップとウォッジェを攻略して両環礁をクェゼリン攻略の最前線基地と成し、戦力を整えてからクェゼリン攻略に本腰を据えるという計画を提示した。しかし、ニミッツ大将が提案した計画は異なっていた。ニミッツ大将の計画は「本丸」たるクェゼリン環礁を直接占領する事とし、作戦支援として高速空母任務部隊の派遣を提案した。太平洋艦隊作戦参謀に転じていたフォレスト・シャーマン少将の構想によるこの提案にはスプルーアンス中将、ターナー中将、スミス海兵少将のいずれもが反対し、ニミッツ大将およびシャーマン少将との間に交わされた論争は、最終的にはニミッツ大将が「指揮官更迭」のカードをちらつかせて押し切ったが、案を押し切った代わりに、万が一にクェゼリン攻略が困難になった場合のウォッジェおよびマロエラップ攻略計画案も承認した。また、スプルーアンス中将の提案により、艦隊泊地と飛行場の確保のためマジュロ（メジュロ環礁）の占領が提案され、その計画は12月23日までに承認された。
クェゼリンを直接攻略する理由については、クェゼリンにいた南洋第一支隊や海上機動第一旅団の最終目的地がウォッジェ、マロエラップ、ミリの三環礁であるという情報をアメリカ側がつかんでいた事、その事によりクェゼリンとルオットの防備は手薄であろうと判断していた事、日本軍航空部隊の脅威がさほどではないと思われていた事、12月5日のクェゼリン空襲の際に、7割ほど完成していた爆撃機用と思われる滑走路を発見した事、外郭防衛線の要であった事などが挙げられる。いずれにせよ、ニミッツ大将の決定は味方のみならず日本側の予想を大きく裏切る事となった。日本側の予想は先述のようにギルバート諸島からミリかジャルートに、あるいは真珠湾からウォッジェかマロエラップに進攻してくると読んで、これら四環礁の防備体制もクェゼリンより重く置かれており、部隊配備の変更や駐屯部隊の未進出などもあってクェゼリンの防備体制は十分ではなかった。その間隙を突かれた形となったのである。
攻略作戦は当初は1944年1月1日に開始される予定であったが、輸送船の確保の問題から作戦開始日は1月17日に、さらに1月31日に繰り下げられる事となった。合衆国艦隊司令長官兼海軍作戦部長アーネスト・J・キング大将は南北戦争の研究を踏まえ、間髪入れぬ攻撃で日本軍に圧力を加え続けて戦争を早期に終わらせるべきとかねがね主張していたが、最終的には作戦開始日の繰り下げを了承した。作戦暗号名は当初「バンクレイト」（政策金利）と名づけられていたが、「フリントロック」（火打石式銃）に改められた。

## 戦闘

### 事前攻撃

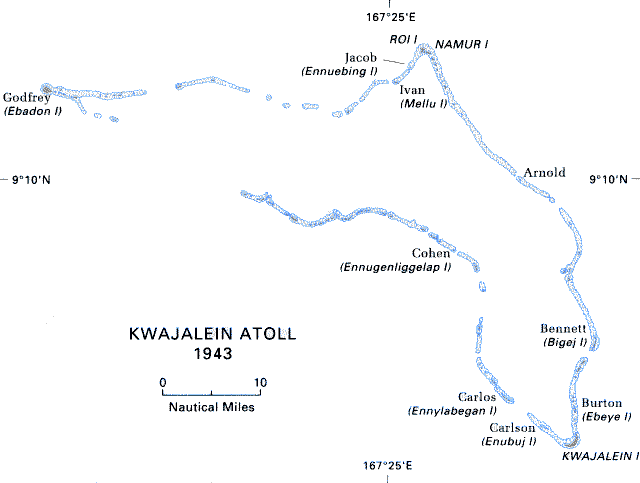
クェゼリン環礁の図

1944年1月初旬、フェニックス諸島およびギルバート諸島からの第57任務部隊（ジョン・H・フーヴァー少将）の陸上航空部隊の航空機によって、マーシャル諸島への攻撃の幕が切って落とされた。間もなく第58任務部隊（マーク・ミッチャー少将）もマーシャル諸島に接近し、続いてターナー少将率いる第5水陸両用部隊も約300隻の各種艦艇と53,000名の攻撃部隊、31,000名の守備部隊を乗せて近接しつつあった。攻撃部隊は大きく二つに分けられ、クェゼリン攻略を担当するのはターナー少将直率の第52任務部隊で、チャールズ・H・コーレット陸軍少将指揮の第7歩兵師団約22,000名がその攻撃部隊であり、ルオット攻略はリチャード・L・コノリー少将の第53任務部隊が担当し、ハリー・シュミット陸軍少将が指揮をする第4海兵師団約21,000名がその中心となった。第5水陸両用部隊のうち、ハリー・W・ヒル少将の第51.2任務群はマジュロ攻略部隊であった。日本側は南東方面部隊や大本営特務班の通信諜報により、エスピリトゥサント、ガダルカナル島および真珠湾方面で通信が活発となっており、アメリカ軍が近々マーシャル方面に来襲してくる可能性があると連合艦隊に通報されていたにもかかわらず、連合艦隊は1月25日にトラック諸島に配置してあった第二航空戦隊の航空機をラバウルに移動させてしまった。
1月30日早朝、第58任務部隊は約750機の艦載機をもって制空権を確保するためマーシャル諸島各地への航空攻撃を行い、第57任務部隊の航空機もこれに呼応して空襲を行った。日本軍機のほとんどは地上において撃破され、若干数の零戦による散発的な迎撃があった程度で、日本軍の航空部隊は午前中までにはほぼ壊滅した。戦艦や巡洋艦を主力とする水上部隊も昼夜分かたずマーシャル諸島の要地に対して艦砲射撃を繰り返し、空と海からの攻撃によって通信施設や滑走路、弾薬、在泊艦船なども壊滅状態となった。事前攻撃は翌1月31日にも行われ、この日の攻撃ではエニウェトク環礁も攻撃対象に加えられた。一連の攻撃のうち、ルオット島への攻撃はある程度手ぬるいものとなったが、これは同島の航空施設を占領後直ちに活用するためであった。1月30日から2月1日にかけてマーシャルの主要島嶼に来襲した艦載機の数はルオット145機、クェゼリン103機、ウォッジェ325機、マロエラップ130機、エニウェトク120機の計723機に及び、これとは別に陸上機30機がミリを、34機がジャルートを攻撃した。ウォッジェ環礁には日露戦争時の戦艦「三笠」や装甲巡「春日」から陸揚げされた15センチ砲が配備されており、艦砲射撃に接近した駆逐艦「アンダーソン」 (USS Anderson, DD-411) が損傷した。陸上からの反撃とは対照的に空からの反撃はほとんどなく、タラワからマーシャル方面への爆撃の途中に第58任務部隊の上空を通過しようとした「B-25」の一隊が日本機と間違えられて攻撃され、1機が「撃墜」されるというハプニングもあった。全体的に反撃が散発であったので、戦闘配置は若干緩めの体制がとられていたが、しばしば艦内放送で気を緩めないことを強調する放送が流された。タラワなどと違ってクェゼリン、ルオット両島には強力な沿岸砲台が無かったため、支援砲撃をするアメリカ艦隊にたやすく接近を許してしまった。一連の事前攻撃の末、ルオットの日本軍将兵は大多数が死傷して戦力を大幅に低下させ、クェゼリンでは暗号書が焼却処分された。
2月1日未明、第5水陸両用部隊の諸艦船は艦砲射撃の援護を得て環礁内に進入し、クェゼリン、ルオット両島攻撃の足がかりとなる各小島の攻略に取り掛かった。アメリカ軍はタラワの戦いを教訓に日本軍の陣地を完全に破壊するため徹甲弾を使用し、また、揚陸用のLVT水陸両用車に装甲と武装を取り付け水陸両用戦車とするなど装備を改善、増備していた。ルオット攻略担当の第53任務部隊はエニマネック、エニブニ、エニビン、ミルの各小島に上陸。エニビン島の日本兵は25名ほどで、半時間の戦闘の後に占領して砲兵隊陣地を構築した。ミル島も上陸後間もなく占領し、同じく砲兵隊陣地として活用される事となった。ルオット方面での小島掃討戦で日本軍は34名が戦死し、アメリカ軍の死傷者は64名であった。掃討戦を終えると、駆逐艦は間断なく砲撃を続けて反撃を封じ、夜間には照明弾を発射して日本軍の監視を続けた。第52任務部隊は砲撃を行いながらクェゼリンに近接し、エニブージ、エンニラビガン、ギー、ニンニの各小島の占領を行う。このうちエニブージ、エンニラビガン両島に日本兵の姿はなく無血占領となったが、先遣隊が上陸したギー、ニンニ島では日本軍との間で小競り合いが行われた。この小競り合いは2月3日まで続いたが、ギー島で重要な海図75枚を発見し鹵獲するという副産物を添えて完全占領を成し遂げた。エニブージ、エンニラビガン両島の確保は、同時に両島間の水道を押さえる事を意味し、環礁内への交通はアメリカ軍のものとなった。クェゼリン方面の各小島でも砲兵隊が配置され、環礁の北と南ではそれぞれ本戦闘の開始の時を待った。
この2月1日には、ヒル少将の第51.2任務群がマジュロに接近した。事前偵察では300名から400名ぐらいの日本兵がいるものと推測されたが、先遣隊を上陸させたところ日本軍がいないことがわかり、一切の攻撃を中止させて6時50分までには占領した。占領後はただちに前進基地の構築に着手し、また修理や補給に従事する艦船が派遣され、以降アメリカ海軍の有力な前進基地として機能することとなった。また、マジュロの確保はマーシャル方面での作戦で洋上補給の必要性がなくなったことを意味した。

### ルオットおよびナムルの戦い

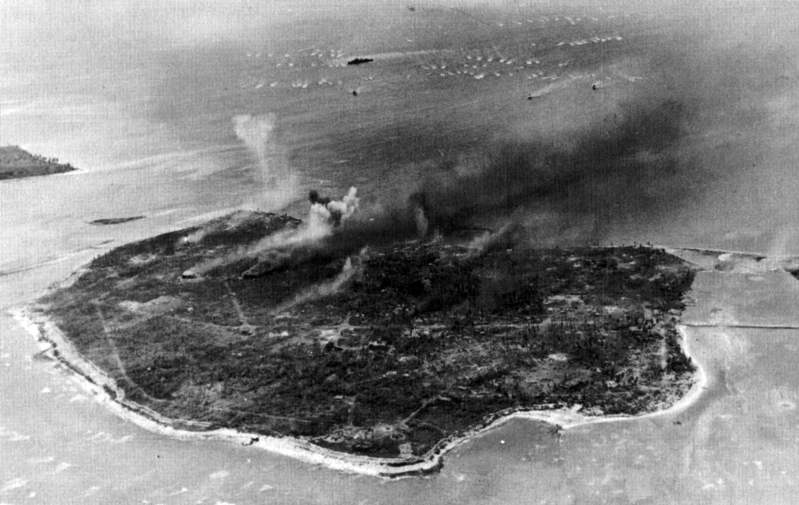
ナムル島の上陸地点に向かうアメリカ軍舟艇。

ルオット沖の第4海兵師団の将兵は輸送船から戦車揚陸艦に移乗して上陸の時を待つ。第4海兵師団のうち、第23海兵連隊がルオット島に、第24海兵連隊がナムル島に上陸する事になっていた。水中障害物の調査を終えた後、2月2日9時ごろから上陸を開始。上陸前には経験不足と疲労から隊の秩序が乱れていたものの、コノリー少将が秩序回復より上陸を優先させて混乱を回復させた。混乱は30分程度続いたが、事前攻撃によって指揮官の山田少将が戦死し、戦力を大幅に低下させていたルオット、ナムル両島の日本軍にもはや反撃の術はなく、ルオット島では唯一生き残った47ミリ速射砲がM5軽戦車を撃破した程度で、残存部隊は海岸線で銃剣突撃を行って、午後までには玉砕。翌2月3日には早速、アメリカ陸軍航空隊機が飛行場の使用を開始した。
ナムル島では、少数の日本兵が椰子の木の丸太に隠れて抵抗を試みたが、火炎放射器と爆薬で相次いで粉砕され、翌日までに全滅した。ルオット、ナムル両島は陸橋と砂州でつながっており、地上戦闘員は前述のように第六十一警備隊分遣隊が両島合わせて400名しかおらず、ルオット島が陥落した時点で防衛は困難であった。それでも一部の部隊は島の南東端で激しく抵抗した。また、9時過ぎには貯蔵弾薬からのものと思われる爆発が立て続けに起こり、第24海兵連隊の将兵に相当数の死傷者が出た。しかし戦力の差は如何ともし難く、2月3日正午までには主だった戦闘も終わりを告げ、2月3日11時18分にナムル島の占領が宣言された。ルオットとナムルでの彼我の死傷者の数は、日本軍が戦死2,540名と捕虜11名を出し、アメリカ軍は戦死195名あるいは313名、負傷者545名あるいは502名の合計740名あるいは835名を出した。

### クェゼリンおよびエビジェの戦い

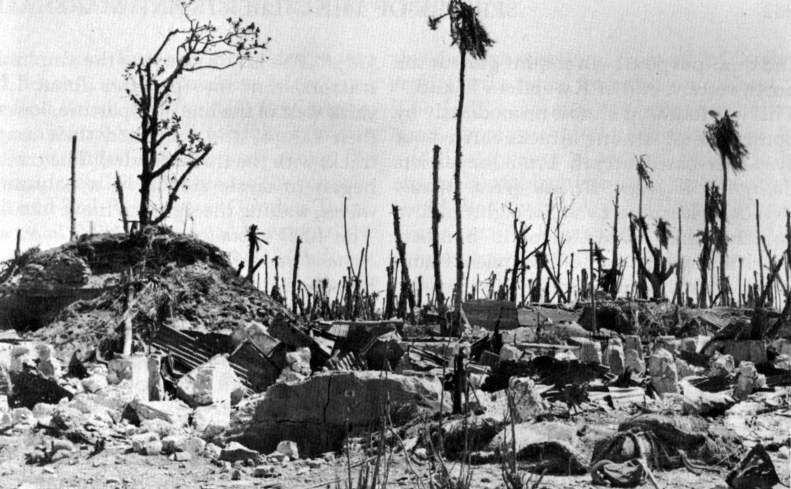
徹底的な事前砲爆撃を受けたクェゼリン島

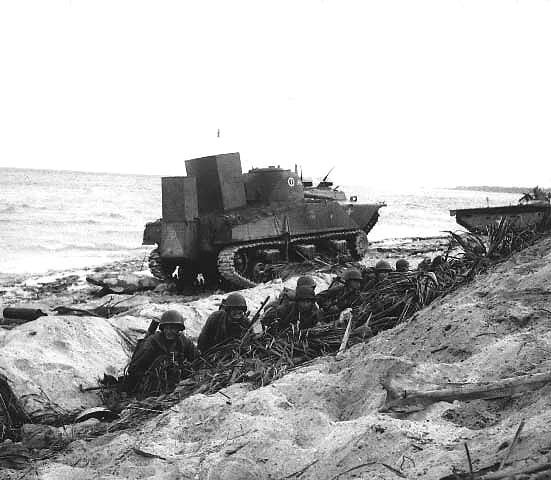
海岸で前進命令を待つアメリカ軍

クェゼリン島では、2月2日の午前4時に戦艦4隻の援護射撃の下、ターナー少将の第52任務部隊の輸送船20隻が環礁内に入って接近し、LVT240両と水陸両用戦車74両を発進させた。これに呼応する形でタラワからの「B-24」による援護爆撃とエニブージ島からの砲撃が行われた。上陸部隊が海岸線にたどり着くまで制圧砲撃を行い、日本軍の反撃を許さずに海岸線に到達した。6時30分、防御の薄い西海岸に第7歩兵師団が上陸し、夕方までに1万人以上の兵員を展開させた。しばらくの間は何ら抵抗を受けなかった第7海兵師団は、9時過ぎから徐々に反撃を受ける。この反撃のため、午前中に第7海兵師団が進出できたのは飛行場の西端部までであった。一方、上陸を受けて秋山少将は午後に「各隊は、一兵となるまで陣地を固守し、増援部隊の来着まで本島を死守すべし」と命じた。秋山少将は20時過ぎ、前線視察に出たときにアメリカ軍の砲弾を浴びて戦死した。深夜には、阿蘇陸軍大佐が折からの豪雨の中を機動大隊と第六十一警備隊を率いて夜襲を決行し、一時は成功したものの海とエニブージ島からの砲撃に阻まれ、多大な損害を出して後退した。日付が変わった2月3日未明にも後詰部隊であるアメリカ陸軍第184連隊に対しても夜襲を敢行するが、夜が明けると同時に尾の勢いも止まった。2月4日、新たに上陸したアメリカ陸軍第32連隊は第184連隊を吸収して攻勢に打って出る。2月4日10時、残った第六根拠地隊の主要幹部全員が自決し、残存兵は阿蘇大佐に指揮されることとなる。2月5日、この日は朝から日本語による降伏勧告が行われるも、これに対する答えは、10時から行われた阿蘇大佐以下残存兵総員による突撃であった。阿蘇大佐以下も12時30分頃までには全員玉砕して果て、2月6日に最後の掃討戦が終わりクェゼリン島の占領が宣言された。日本軍の戦死者の中には、第六根拠地隊参謀で元皇族で侯爵の音羽正彦海軍大尉も含まれていた。
クェゼリン方面の最後の戦闘は、クェゼリン島の北端部から約2海里の地点にあるエビジェ島の戦闘である。エビジェ島には水上機基地が置かれており、航空隊員と地上要員合わせて約800名が守備していた。エニブージ、エンニラビガン両島を占領したアメリカ陸軍第17連隊が攻略を担当し、2月4日から攻略作戦が行われた。エビジェ島守備部隊は、一時は夜襲により第17連隊を押し返すほど抵抗したものの、2月5日10時までには全滅。エビジェ島占領に続いてロイ島、グゲゲ島およびビゲ島を占領してクェゼリン方面の戦闘は事実上終了した。

## 戦いの後
戦いを通じて日本軍は、若干の抵抗を行った以外はなすすべなく壊滅した。唯一の効果的な反撃は、2月12日夜に行われた二式飛行艇6機によるルオット爆撃であった。この夜間爆撃により、ルオット島に集積してあったアメリカ軍の軍需品や食料などに多大な損害を与え、食料の損失により上陸部隊はしばらくの間、非常食による生活を強いることとなった。また、飛び石作戦により無視されたマロエラップなどの日本軍守備隊は、なんら戦局に寄与できないまま放置された。飛行艇などによる人員救出が試みられて、航空隊関係者など少数だけは脱出に成功した。残された者は、補給途絶により食糧難に苦しみ、砲爆撃を浴びながら終戦を迎えることになった。クェゼリン（と、続くエニウェトク）の失陥は、防衛線の大幅な後退を強いられることとなり（絶対国防圏）、連合艦隊はトラックからパラオへと後退せざるを得なかった。しかし一方では、マロエラップなどクェゼリンより後方の拠点が残っている事を念頭において状況を楽観視する発言もあった。
クェゼリン、ルオットの玉砕の大本営発表と音羽大尉戦死の発表は2月25日に行われ、音羽大尉は少佐に一階級特進した。
残った拠点の1つ、ミリ環礁（ミレー島）のクェゼリン陥落から終戦までの悲惨な状況は、「NHK 戦争証言 アーカイブス 証言記録　兵士たちの戦争」の「飢餓の島　味方同士の戦場　～金沢　歩兵第１０７連隊～」に多くの証言が記録されている。
アメリカ軍は、タラワ戦とは打って変わって少ない損害で戦いを終えることが出来た。この事は、一連の戦闘において予備兵力に手をつけなかったことをも意味し、そのためエニウェトク攻略の期日を大幅に繰り上げることとなった。2月5日、占領したばかりのクェゼリン島に到着したニミッツ大将やその他要人は、少ない損害で勝利を収めたことを夢のように喜び、海軍と陸軍および海兵隊の優れたチームワークを称えあったが、この戦いが優れたチームワークを発揮した最後のものになった。アメリカ軍はまた、占領したマジュロを大規模な前進基地として整備した。完成した泊地はアメリカ海軍にとって、ウルシー環礁などを確保するまでの間の作戦に欠かせない重要拠点となった。クェゼリン戦の戦功を称え、2月10日付でスプルーアンス中将は大将に、ターナー少将は中将に昇進した。